# Vanja Franko
Vanja Franko, italijanski slikar in grafik slovenskega rodu, * 17. oktober 1944, Gorica.

## Življenje in delo
Rodil se je v Gorici v družini Igorja Franka. Slovensko osnovno šolo (1949-1954) in gimnazijo (1954-1957) je obiskoval v rojstnem kraju. Nato je nekaj let obiskoval slovenski znanstveni licej France Prešeren v Trstu ter 1967 diplomiral na italijanski šoli za umetnost v Gorici. Naslednje leto je nastopil službo učitelja likovne vzgoje na osnovnih šolah v Križu in Kontovelu pri Trstu. Leta 1972 se je začel v Jugoslaviji ukvarjati s trženjem in delal za razna mednarodna podjetja, 1990 pa je zapustil službo in se  posvetil izključno slikarstvu, za katerega sej začel zanimati že v mladosti. V obdobju, ko je služboval kot učitelj je navezal prijateljske stike z goriškim kiparjem Robertom Nanutom, ki je vzbudil v njem zanimanje za kiparske tehnike, katerih se je v začetku v svojih slikah tudi sam posluževal. Po prvih, v začetku samo dekorativnih poskusih, si je Franko v naslednjih letih našel pot v fantastičnih rekonstrukcijah pokrajin, palač raznih arhitektur in mest, ki jih je načel zob časa. Za njegova dela je značilno nasprotje, ki pogosto nastaja med amorfno podlago nežno ugaslih barv in izstopajočim reliefom. Udeležil se je več skupinskih in pripravil tudi več samostojnih razstav.